# ペーター・ミーク
ペーター・ミーク（Peter Mieg, 1906年9月5日 - 1990年12月7日）は、スイスの作曲家、画家、評論家。
アールガウ州レンツブルク出身。学生時代よりピアノを学び、1918年以前より作曲を行っている。1927年に中等教育を終えると、チューリッヒ、バーゼル、パリで美術史、考古学、音楽史、ドイツ文学、フランス語を学んだ。また同時にピアノのレッスンも続けた。1933年にスイスの水彩画に関する論文を著し、以後さまざまな雑誌で美術・音楽・文学評論家として執筆活動を行った。
1933年から1939年の間にパウル・ザッハー、バルトーク・ベーラ、イーゴリ・ストラヴィンスキー、アルテュール・オネゲル、ボフスラフ・マルティヌーと知り合っている。1942年よりフランク・マルタンから作曲についてのアドバイスを受けるようになった。その結果1950年代から作曲家として飛躍を果たし、チューリッヒ・トーンハレ管弦楽団、ラジオ・バーゼル、ルツェルン音楽祭弦楽合奏団から委嘱を受けるようになり、国内外で作品が演奏された。
作品は協奏曲、室内楽曲、ピアノ曲など135曲あり、新古典主義音楽の性格を持っている。
1961年にアクリル画・ガッシュ画の個展を開いた。彼が残した絵画は静物画や風景画など数百点にのぼる。
1967年にはレンツベルクの詩学の著書を著し、1978年には小説を3作著し、1986年に回顧録を著した。

## 文献
- Silvia Kind: Peter Mieg. In: Monologe. Washington, 2001, S. 226-235.
- Michael Schneider: Der Komponist Peter Mieg: Leben – Werk – Rezeption. Amadeus, Winterthur 1995, ISBN 3-905049-64-3.
- Brigitte Morach-Müller (Hrsg.): Peter Mieg als Maler. Mit Beiträgen von Emil Maurer, Peter Mieg, Jean Rudolf von Salis und Edmond de Stoutz. Kromer, Lenzburg, 1984.
- Reni Mertens & Walter Marti: Der Komponist, Maler, Schriftsteller und Journalist Peter Mieg. Filmporträt mit Musik von Peter Mieg, 1980
- Uli Däster, Walter Kläy und Walter Labhart (Hrsg.): Peter Mieg. Eine Monographie. Sauerländer, Aarau und Frankfurt am Main 1976, ISBN 3-7941-1529-5.
- Peter Mieg- Komponist-Maler-Publizist: realisiert von Franticek Klossner mit umfangreichen Archivaufnahmen